# Carlos Vega
Carlos Alberto Gabriel Vega (Cañuelas, provincia de Buenos Aires, 14 de abril de 1898-Buenos Aires, 10 de febrero de 1966) fue un musicólogo, compositor y poeta argentino, considerado el padre de la musicología argentina.

## Biografía
Fue hijo de Antonio Vega y Josefa Sánchez. Cursó la escuela primaria en Cañuelas, su ciudad natal, y el secundario comercial en Buenos Aires. Estudió guitarra desde los doce años de edad y desde los dieciséis fue discípulo de Antonio Torraca en violín, solfeo y teoría musical. Fue futbolista aficionado y, a la edad de 18 años, arquero del Cañuelas Fútbol Club. En Cañuelas fue llamado "el loco Vega" por su costumbre de recitar poemas de amor parándose sobre un banco de la plaza.
Desde 1920 viajó por las provincias argentinas y colaboró con los diarios Heraldo e Yrigoyen de la ciudad de Concordia (Entre Ríos) bajo los seudónimos de Cardenio y Rey Negro.
En 1926 se estableció en la ciudad de Buenos Aires. En 1927 creó en Cañuelas la Biblioteca Popular Domingo Faustino Sarmiento y en ese mismo año fue adscripto al Museo Argentino de Ciencias Naturales "Bernardino Rivadavia", en la sección de Arqueología, donde colaboró con José Imbelloni.
En 1930 inició un proyecto de relevamiento musicológico del folclore argentino que lo llevó a realizar setenta viajes por Argentina y países limítrofes entre 1931 y 1965. En su investigación registró cantos populares en 1700 discos grabados sobre diferentes soportes, y recopiló un archivo fotográfico, de fichas y cuadernos en donde registraba día, lugar, género y compositor. Sus principales colaboradores en este proyecto fueron la etnomusicóloga Isabel Aretz, la pianista Silvia Eisenstein, con quien luego se casaría, y el investigador Lauro Ayestaran.
Su amistad con Ricardo Rojas influenció sus investigaciones. Fue él quien lo introdujo en el mundo del folclore. En 1933 siendo director del Instituto de Literatura Argentina de la Facultad de Filosofía y Letras de la Universidad de Buenos Aires lo hizo ingresar como auxiliar y técnico de folclore. Y con el auspicio del Instituto Vega publicó alguna de sus primeras obras. Rojas, estudió y concibió la identidad argentina como el resultado de un cruce de razas y procedencias diversas y se involucró dentro de la tendencia ideológica del nacionalismo liberal. Toda su creación ensayística, literaria y crítica se mantuvo bajo la guía de dos corrientes: el romanticismo y el positivismo. Esto último confirió a sus trabajos un acentuado carácter historicista. La investigación y el rescate de la música tradicional argentina que había iniciado Carlos Vega y su enseñanza, coincidían con la búsqueda de un espíritu nacional identitario que pregonaba Rojas. 
En 1931 fundó el Gabinete de Musicología Indígenadel Museo Argentino de Ciencias Naturales "Bernardino Rivadavia", al mismo tiempo que llevaba un amplio estudio de los códices medievales. Posteriormente, en 1948, mediante el decreto  N° 20.082 del presidente Juan Domingo Perón, el instituto se separó del Museo y fue dirigido por Carlos Vega. Desde 1971 se lo denominó Instituto Nacional de Musicología hasta que en 1973 pasó a llamarse como actualmente se lo conoce: Instituto Nacional de Musicología Carlos Vega.Su alumna Montserrat Campmany y Cortés fue la primera mujer en entrar en esta asociación. 
Vega fue profesor titular de Folclore Musical Argentino, Paleografía Trovadoresca e Introducción a la Musicología desde 1963 en la Facultad de Artes y Ciencias Musicales de la Pontificia Universidad Católica Argentina. El 10 de febrero de 1966 Vega fallece y por voluntad testamentaria donó los materiales necesarios para la creación dos meses después, el 14 de abril, del actual Instituto de Investigación Musicológica Carlos Vega, dependiente de la Facultad, cuyo primer nombre fue Instituto de Musicología. 
La donación incluyó investigaciones inéditas, su epistolario y archivo personal, además de libros, documentos, partituras, manuscritos, discos, muebles, derechos autorales y folletos “para la instalación y funcionamiento de un Instituto de Musicología en la Facultad de Artes y Ciencias Musicales”, según expresó en su testamento, y agregó: “están egresando de nuestra Facultad los primeros licenciados en Musicología y esta modernísima especialidad carece todavía de círculos de concentración y actividad. No es difícil que esperen a los nuevos profesionales la dispersión, el desaliento y el abandono de la materia que abrazaron con decisión inaugural y estudiaron con tanto entusiasmo. Un Instituto de Musicología en estas circunstancias tendría, precisamente, el objeto principal de constituirse en un centro de estudios para docentes y estudiantes de la Facultad y para especialistas y estudiosos. Además de sus secciones de dirección, de administración, de técnica, de consulta y de Biblioteca, el Instituto estaría destinado a respaldar y prolongar los cursos de Musicología que se dictan en la Facultad y se definiría como un centro de investigaciones y actividades de adquisición y difusión tales como conferencias, cursos, seminarios, actos, viajes, espectáculos, publicaciones. Un grupo de estudiantes de todos los años de Musicología, acompañados por los primeros egresados y por los primeros profesores, tendrían a su cargo las actividades del Instituto y los catedráticos de la materia podrían mantener tipos diversos de relación con él”.  
En octubre de 1965 se incorporó a la Academia Nacional de Bellas Artes de la Argentina como miembro de número y realizó una disertación cuyo título fue "La musicología, nueva ciencia".Fue asimismo correspondiente de entidades similares en Uruguay, Bolivia, Perú.
Vega estuvo casado con la compositora y concertista Silvia Eisenstein (1917-1986), autora de la música del ballet "Supay", estrenado en el Teatro Colón el 18 de noviembre de 1953. Vega y Eisenstein se conocieron trabajando juntos en el Instituto Nacional de Musicología entre 1940 y 1958. Realizaron varios relevamientos de campo en las provincias y compusieron juntos obras musicales para teatro. Luego de la separación Eisenstein se radicó definitivamente en Venezuela. Al año siguiente adoptó la nacionalidad venezolana y ya nunca regresó a la Argentina.

## Obra
La producción bibliográfica y musical de Carlos Vega suma cerca de 400 obras de distintos géneros como libros, discos, obras musicales, artículos y colaboraciones en revistas, incluso obras inéditas.

### Obras musicológicas
- Escalas con semitonos en la música de los antiguos peruanos (1932).
- Danzas y Canciones Argentinas (1936).
- La Música Popular Argentina (1941).
- Panorama de la Música Popular Argentina (1944).
- Bailes tradicionales argentinos: El Cuando - El Carnavalito - La Mariquita - El Pala Pala - El Bailecito - El Pajarillo - La Huella - La Firmeza - La Sajuriana - La Media Caña - El Minué Federal - Los Aires y + (1944-1953).
- Los instrumentos musicales aborígenes y criollos de la Argentina (1946).
- Música sudamericana (1946).
- La forma de la cueca chilena (1947).
- Las danzas populares argentinas (1952).
- El origen de las Danzas folklóricas (1956).
- La ciencia del folklore (1960).
- El himno nacional argentino.
- Danzas argentinas (en dos volúmenes, 1960-1961).
- Danzas argentinas (1962).
- El canto de los trovadores en una historia integral de la música (1963).
- Lectura y notación de la música (1965).
- El cielito de la independencia (1966).
- Antecedentes y contorno de Gardel (1966, publicado póstumamente).
- La Formación Coreográfica del Tango Argentino (1977).
- Apuntes para la historia del movimiento tradicionalista argentino (recopilación y materiales inéditos,1981).
- Estudios para los orígenes del tango argentino (2007).

### Obra Literaria
- Hombre (1926, poesía)
- Campo (1927, poesía)
- Agua (1932, cuentos)
- Obras de teatro, inéditas.

### Obra musical
- Andantino, Andante y Plegaria para guitarra, estrenados en 1929.
- Música para Madame Bovary, 1935.
- Música para La Salamanca de Ricardo Rojas, 1943.
- Música para El amor del Sendero, de Federico Martens, 1947.
- Danzas y canciones para orquesta, 1943 - 1952.
- Música para la película Alma Liberada, junto con su esposa, Silvia Eisenstein.

## Distinciones y premios
Recibió el Premio Nacional de Historia y Arqueología por sus libros Los instrumentos musicales aborígenes y criollos de la Argentina y Bailes tradicionales argentinos.
El 7 de diciembre de 2022 el Correo Argentino lanzó una serie de sellos postales en homenaje a folcloristas argentinos en las que homenajeó a Carlos Vega.